# Chapelle Saint-Barthélemy d'Abriès-Ristolas
La chapelle Saint-Barthélemy est une chapelle du diocèse de Gap et d'Embrun située à Abriès-Ristolas, dans les Hautes-Alpes.

## Histoire et architecture
La chapelle a vraisemblablement été construite aux alentours de 1680 grâce à des subsides royaux.